# Gotland Chamber Music Festival
Gotland Chamber Music Festival (Gotlands kammarmusikfestival) är en årlig svensk kammarmusikfestival, grundad i Visby 1986.
Pianisten Staffan Scheja startade 1986 den internationella festivalen, vars verksamhet han lett med årliga festivaler en vecka i slutet av juli i kyrkor och på andra olika spelplatser i Visby och runtom på Gotland. Ett stort antal svenska och internationella artister och ensembler inom klassisk musik och även jazz har framträtt där genom åren. Man har även ibland uppfört hela scenproduktioner som till exempel Igor Stravinskijs Historien om en soldat med Thommy Berggren i slutet av 1980-talet. I början av 2000-talet inleddes ett samarbete med Gotlands Kulturförening Petrus de Dacia, som sedan 2010 är huvudman för festivalen.
I anslutning till festivalen har även sedan 2005 utvecklats en internationell masterclass- och bildningsverksamhet i samarbete med Högskolan på Gotland, GotlandsMusiken och andra musikverksamheter i Visby, Gotland Baltic Music Academy; även den med Staffan Scheja som konstnärlig ledare.